# Hertogdom Ferrara
Het hertogdom Ferrara is een voormalig hertogdom rond de stad Ferrara in Emilia-Romagna (Noord-Italië).
Obizzo II d'Este was zelfbenoemd levenslang heerser over Ferrara sinds 1264. Hij kreeg ook de wereldlijke macht over het nabijgelegen Modena in 1288 alsook Reggio in 1289. In 1452 werden de heersters uit het huis Este door het Heilig Roomse Rijk verheven tot hertogen van Modena en Reggio, en in 1471 werd ook Ferrara een hertogdom.
In 1597, stierf Alfonso II zonder mannelijke opvolgers. Het Huis van Este verloor Ferrara aan de Kerkelijke Staat, maar een andere tak van het Huis Este kreeg via bemiddeling Modena en Reggio in handen, dit tot en met 1796, toen de Fransen, Italiaanse gebieden veroverden.

## Este, heren van Ferrara, Modena en Reggio
- Obizzo II d'Este 1264 – 1293
- Azzo VIII 1293 – 1308
- Aldobrandino II 1308 – 1326
- Obizzo III 1317 – 1352
- Niccolò I 1317 – 1335
- Aldobrandino III 1335 – 1361
- Niccolò II 1361 – 1388
- Alberto 1388 – 1393
- Niccolò III 1393 – 1441
- Leonello 1441 – 1450

## Este, hertogen van Ferrara, Modena en Reggio
- Borso 1450-1471 (hertog van Modena en Reggio vanaf 1452, hertog van Ferrara vanaf 1471)
- Ercole I 1471-1505
- Alfonso I 1505-1534
- Ercole II 1534-1559
- Alfonso II 1559-1597
  - 1597-: naar de Kerkelijke Staat